# Sdružení přátel Frýdlantska
Sdružení přátel Frýdlantska je dobrovolný svazek obcí v okresu Liberec, jeho sídlem je Frýdlant a jeho cílem je vzájemná spolupráce a koordinace činností v oblasti rozvoje regionu. Sdružuje celkem 4 obce a byl založen v roce 1999.

## Obce sdružené v mikroregionu
- Višňová
- Bulovka
- Frýdlant
- Nové Město pod Smrkem